# Ain meziab
Cette page contient des caractères tifinaghs. En cas de problème, consultez Aide:Unicode ou testez votre navigateur.
 (mai 2024).
Si vous disposez d'ouvrages ou d'articles de référence ou si vous connaissez des sites web de qualité traitant du thème abordé ici, merci de compléter l'article en donnant les références utiles à sa vérifiabilité et en les liant à la section « Notes et références ».
Ain Meziab ou At Meziane (en berbère : At Meziab, en caractères tifinaghs : ⴰⵜ ⵎⴻⵣⵢⴰⴱ, en arabe : عين مزياب) est un village de Grande Kabylie situé à 5 km de l'est de la commune de Tizi Ouzou, l'arsh de Betrouna (ibetrunen), dans la Wilaya de Tizi Ouzou, en Algérie.
Par sa population et sa structure géographique, le village se considère comme l'un des grands villages de la région d'Ibetrunen après Imezdaten et Iqemuden.

## Localisation

### Situation géographique
Le village d'Ain Meziab se situe dans une structure no montagneuse, et une région idéal pour l'agriculture a ibetrunen, le village proche aussi de 3 Communes dont Tirmitine, Draâ Ben Khedda et la commune de Tizi Ouzou.

### Village limitrophes
Ar Meziab est entouré par le nord, l'est et nord-est par le village de Tassadort, à l'ouest par la commune de Tirmitine et au sud par le village de Lemchâa.
| Tirmitine | Tassadort  | Tassadort |
| Tirmitine | Ain Meziab | Tassadort |
|           | Lemchâa    | Lemchâa   |

## Traditions
Le village d'At Meziab (Ain Meziab) est connu par la fabrication de la vannerie(tinḍi n Telzazt), et dans les autres villages de la région d'ibetrunen aussi ça était une tradition unique dans cette région montagneuse, car les artisans sont qualifiés et talentueux ce qui fait des produits de bonnes qualités, comme les chaises, les Coffins, Les paniers, Les cadres... etc. 
Malheureusement le fabrication est presque disparue dans nos jours, car le manque de la matière (vannerie) laisse les fabricants prendre des distances de ce métier qui donne une image importante a la région.